# Empire World Towers
Empire World Towers là dự án đề xuất xây dựng 2 nhà chọc trời siêu cao xây ở Miami, Florida, Hoa Kỳ. Phức hợp này bao gồm hai tòa tháp Empire World Tower I và Empire World Tower II. Nếu được xây, cả hai tòa tháp sẽ có chiều cao là 366 m, mỗi tháp cao 106 tầng. Chúng sẽ được xây ở Biscayne Boulevard. Nếu được xây, Empire World Towers sẽ vượt qua Four Seasons Hotel and Tower để trở thành tòa nhà cao nhất ở Florida và cũng có thể trở thành 2 tòa nhà toàn bộ dành cho dân cư cao nhất thế giới. Ngoài ra, hai tháp này cũng sẽ là các kết cấu bê tông cao nhất thế giới và thuộc trong nhóm các tòa nhà cao nhất Hoa Kỳ. Tuy nhiên, không chắc liệu các tòa tháp này có được phê duyệt hay không do nó có khả năng can thiệp vào lưu thông hàng không đến và đi Sân bay quốc tế Miami.